# Lee-Enfield
El Lee-Enfield fue el fusil de cerrojo alimentado por peines en el Ejército Británico desde 1895 hasta 1956. Siendo el arma en servicio durante la primera mitad del siglo XX, ha sido utilizado en ambas guerras mundiales y además por miembros de la Commonwealth, incluyendo la India, Australia y Canadá. Dispara cartuchos del calibre .303 desde un cargador extraíble con capacidad para diez cartuchos, que se rellenaba utilizando peines de cinco cartuchos, y tuvo una producción total estimada, incluyendo todas las variantes, de unos 17 millones de unidades.

## Historia
El fusil Lee-Enfield era un derivado del anterior Lee-Metford, un fusil mecánicamente similar que usaba cartuchos de pólvora negra y combinaba el sistema de cerrojo de James Paris Lee con el cañón de ánima rayada diseñado por William Ellis Metford. El sistema de acción del Lee era un avance importante, más rápido y sencillo que el sistema de cerrojo de Mauser. Debido al sistema de cerrojo rápido, la introducción de los fusiles semiautomáticos se retrasó considerablemente.
El cerrojo rápido y el cargador de gran capacidad (diez proyectiles, frente los cinco que tenía la mayoría de los fusiles basados en el diseño Mauser) permitía que un tirador experto pudiera disparar entre 15 y 30 veces en un minuto, haciendo del Lee-Enfield el fusil de cerrojo más rápido de su época. La mejor marca fue fijada en 1914 por un sargento del Ejército Británico, que realizó 38 aciertos en un blanco de 30 cm a unos 300 m en un minuto.
El Lee-Enfield apareció en noviembre de 1895 como .303 calibre, Rifle, Magazine, Lee-Enfield (fusil, cargador, calibre .303, Lee-Enfield) o más comúnmente Magazine, Lee-Enfield o MLE. Al año siguiente se introdujo el Lee-Enfield Cavalry Carbine Mk I (carabina de Caballería Lee-Enfield Modelo I) o LEC, con un cañón de 538 mm frente los 767 mm de la versión larga. Ambos recibieron series de pequeñas modificaciones en 1899, creándose el Mk I*.

### 1904
El 1 de enero de 1904, se introdujo una nueva versión más ligera y corta que el MLE original, denominada Rifle, Short, Magazine, Lee-Enfield, o SMLE (que se pronunciaba como smelly). La longitud del cañón estaba a medio camino del fusil original y la carabina, con 640 mm.
La marca visual del SMLE era el extremo de su corto cañón que solo sobresalía unos centímetros del cuerpo del fusil. El nuevo fusil incorporaba un sistema de carga mediante peines, una innovación tomada de los Mauser capturados a los Bóeres. Su corta longitud fue polémica en su momento, pues se pensaba que no era suficientemente corto para usar en caballería, ni suficientemente largo para realizar disparos a largas distancias con precisión.

### 1907, Primera Guerra Mundial
El SMLE Mk III de 1907 presentaba una mira mejorada y una guía del cargador fija. Se perfeccionaron el guardamano y el cargador. Muchos de los primeros modelos del tipo MLE y SMLE fueron actualizados al estándar del Mk III.
Durante la I Guerra Mundial, se encontró al Mk III demasiado complicado de fabricar y se buscaron simplificaciones. En 1916 se creó el Mk III*, que incorporaba varias mejoras. A causa de la incapacidad de las principales fábricas (RSAF Enfield, Birmingham Small Arms, y London Small Arms) de satisfacer los pedidos de producción militares, se comenzó a fabricar piezas o las armas completas en distintas compañías, creando un pequeño escándalo político.
Durante la Segunda Guerra de los Bóeres, los británicos tuvieron que enfrentarse a la precisión del fusil Mauser Modelo 1893 (suministrado por España y Alemania) de calibre 7 mm (7 x 57 Mauser). Como respuesta a esta munición de pequeño calibre, el Departamento de Guerra desarrolló su propio cartucho utilizando un calibre de .276 que usaba el fusil canadiense Ross. Se creó un fusil basado en el Mauser, el Pattern 1913 Enfield (P13), aunque el comienzo de la guerra y las necesidades logísticas detuvieron su fabricación. Se adaptó el sistema de disparo a la munición .303 para crear el Pattern 1914 Enfield (P14), con un cargador interno de cinco balas. Sin embargo, debido a la falta de capacidad industrial solo se fabricó una pequeña cantidad, y existía cierto rechazo a cambiar el arma a mitad de la contienda. De cualquier modo, se empleó como fusil de francotirador y arma de reserva.

### Entreguerras
En 1926, el ejército británico cambió la nomenclatura y el SMLE pasó a llamarse Rifle No. 1 Mk III o III*, quedando obsoletos los MLE y LEC junto con los primeros modelos del SMLE. Muchos Mk III y III* se convirtieron a un calibre menor (.22) para entrenamiento, y fueron designados Rifle No. 2; el Pattern 14 pasó a ser el Rifle No. 3.
El diseño del SMLE era bastante costoso de fabricar por la cantidad de operaciones mecánicas que necesitaba. En los años 1920 se realizaron varios experimentos para solventar estos problemas, reduciendo el número de piezas complejas. El SMLE Mk V, posteriormente Rifle No. 1 Mk V, utilizaba un nuevo sistema de puntería, moviendo el alza a su anterior posición sobre el cañón, lo cual aumentaba la distancia entre las miras y mejoraba el radio de puntería. Se hicieron modificaciones en el cargador y en el cañón. Sin embargo, este diseño era aún más complicado de fabricar que el Mk III, produciéndose aproximadamente unas 20.000 unidades entre 1922 y 1924.
Entre 1930 y 1933 se fabricó una nueva versión, el No. 1 Mk VI, que tenía un cañón "flotante", que no estaba conectado rígidamente al guardamano, permitiendo que la expansión y contracción debidas al calor no deformasen el cañón. Su producción fue únicamente de 1.025 unidades.

### Segunda Guerra Mundial y guerra de Corea
La necesidad de nuevos fusiles crecía a finales de los años 1930, y el Rifle No. 4 Mk I fue adoptado en 1939, aunque su producción a gran escala no comenzó hasta 1941. El 4 era similar al Mk VI, pero más ligero y resistente. Con el sistema de cañón flotante, el n.º 4 se convirtió en el fusil de francotirador de las fuerzas británicas, utilizando una mira telescópica de 3,5 aumentos. Denominado No. 4 Mk I (T), fue recalibrado para el cartucho 7,62 × 51 mm OTAN y continuó en servicio hasta comienzos de los años 1990 como  fusil de francotirador L42A1.
Durante la Segunda Guerra Mundial, el Fusil n.º 4 fue simplificado para su producción en masa con la creación del No. 4 Mk I*, que fue fabricado en Norteamérica. Posteriormente, se necesitó un fusil más corto y menos pesado para las junglas de Asia, desarrollándose el Rifle No. 5 Mk I, conocido como carabina de la jungla. Tenía un supresor de fogonazo característico, y pesaba casi un kilogramo menos. Sin embargo, tenía mucho retroceso y no fue popular entre las tropas.
Tras la guerra, se creó el fusil No. 4 Mk II, una versión refinada y mejorada del n.º 4. Los antiguos n.º 4 Mk I fueron rediseñados siguiendo los estándares del Mk II, denominándose No. 4 Mk I/2, mientras que los n.º 4 Mk I* también fueron reutilizados como el fusil No. 4 Mk I/3. Tanto el n.º 4 como el n.º 5 fueron usados durante la guerra de Corea.
El Lee-Enfield fue reemplazado finalmente por el L1A1 SLR, un derivado del FN FAL en 1955, aunque el fusil se mantuvo algunos años más como arma de entrenamiento.

### Últimos años
Durante los años 1960, el Gobierno británico y el Ministerio de Defensa modificaron una cantidad de Lee-Enfield n.º 4 para disparar el cartucho 7,62 x 51 OTAN como parte de un programa para mantener el Lee-Enfield como arma de retaguardia y emergencia durante la Guerra fría. Estos fusiles fueron designados L8 y utilizaban un cargador de diez cartuchos, nuevas miras y el cañón recalibrado.
La apariencia externa del L8 no se diferenciaba de los n.º 4 originales, exceptuando el cargador y el cañón. Los resultados de los ensayos con el L8 no fueron exitosos y el Ministerio de Defensa decidió no convertir los restantes fusiles n.º 4. Sin embargo, los ensayos sirvieron para convertir los antiguos fusiles de francotirador n.º 4 (T) al nuevo calibre de 7,62 mm, designándose como L42A1. El L42A1 continuó siendo el fusil de precisión del ejército británico hasta los años 1990, cuando fue sustituido por el AW/L96.
En los años 1970, la RSAF Enfield fabricó el Enfield Enforcer, un fusil de francotirador para los tiradores de la policía de Gran Bretaña.

## Producción
Un total de aproximadamete 14 millones de Lee-Enfield se habían fabricado en varias factorías de distintos continentes cuando se cortó la producción en 1956. Sin embargo, se continuó fabricando hasta los años 1980 en la fábrica Ishapore de la India y en la factoría BSA de Shirley, en Birmingham.
Los fabricantes de los SMLE Mk I, variantes, Mk III y Mk III* fueron:
- Enfield: Royal Small Arms Factory Enfield, Reino Unido.
- Sparkbrook: Royal Small Arms Factory Sparkbrook, Reino Unido.
- BSA Co: Birmingham Small Arms Company, Reino Unido.
- LSA Co: London Small Arms Company Ltd, Reino Unido.
- Lithgow: Lithgow Small Arms, Lithgow, Australia.
- GRI: Ishapore Arsenal, India (GRI significa "Georgius Rex, Imperator").
- RFI: Rifle Factory, Ishapore.
- SSA: Standard Small Arms, Reino Unido.
- NFA: National Firearms Assembly, Reino Unido.

Para los fusiles n.º 4 Mk I, n.º 4 Mk I* y n.º 4 Mk II:
- ROF(M): Royal Ordnance Factory (Maltby), Reino Unido.
- ROF(F): Royal Ordnance Factory (Fazakerley), Reino Unido.
- Savage: Savage Arms; Chicopee Falls, Massachusetts, Estados Unidos - n.º 4 Mk I*
- Long Branch: Long Branch Arsenal; Long Branch, Ontario, Canadá - n.º 4 Mk I*
- POF: Pakistani Ordnance Factory, Pakistán.

## Uso actual
Los Lee-Enfield se siguen utilizando en las fuerzas de reserva y las fuerzas policiales de muchos países de la Commonwealth, particularmente la India y el Canadá. Los informes televisivos de la guerra de Afganistán (1978-1992) mostraron que las tribus afganas estaban armadas con fusiles Lee-Enfield.
El fusil también es popular para la caza. En 1998 se formó la Lee Enfield Rifle Association para preservar estos fusiles. También se ven fusiles Lee-Enfield en las competiciones deportivas de distintos países o en conmemoraciones de los veteranos, como el ANZAC Day.
En fotografías de la Guerra civil nepalesa se ha podido comprobar que las tropas del gobierno utilizaron SMLE Mk III o III* para los combates. Este fusil ha servido por distintas facciones de las Islas Salomón durante los conflictos del 2000. Asimismo fue usado por el IRA Provisional como fusil de francotirador.

## En la cultura popular
El Lee-Enfield ha aparecido en películas sobre las guerras de los Bóeres, la Primera Guerra Mundial, la Segunda Guerra Mundial y la guerra de Corea, en manos de tropas británicas o de la Commonwealth. En la película australiana de 1981 Gallipoli aparecen SMLE Mk III utilizados por británicos y australianos. En la película de 1977 Un puente lejano (A Bridge Too Far), recreando la Segunda Guerra Mundial, salen en escena los fusiles n.º 4 siendo empleados por soldados y paracaidistas británicos.

## En los videojuegos
Es posible ver el Lee-Enfield en la serie de videojuegos de la Segunda Guerra y Primera Guerra Mundial Medal of Honor, como también en las  series Call of Duty, Hell Let Loose, Verdun, DayZ, Battlefield 1, Battlefield V , Enlisted y el título Sniper Elite como fusil de  francotirador e infantería, o en Day of Defeat utilizando el modelo n.º 4. En el cómic 303, escrito por Garth Ennis y dibujo de Jacen Burrows, el Lee-Enfield es una pieza central de la historia.

### En inglés
- Modern Firearms - El Enfield M1917
- Modern Firearms - Lee-Enfield
- Modern Firearms - L39A1, L42A1, and Enfield Enforcer
- SurplusRifle. Com - Lee-Enfield No.1 Mk.3 SMLE rifle
- SurplusRifle. Com - Lee-Enfield No.4 rifle
- SurplusRifle. Com - Lee-Enfield No.5 Jungle Carbine

- Datos: Q723346
- Multimedia: Lee-Enfield rifle / Q723346